# Im Dong-hyun
Im Dong-hyun (kor. 임 동현; * 12. Mai 1986 in Chungju) ist ein südkoreanischer Bogenschütze.

## Werdegang
Im Dong-hyun startet für Chongbuk Athletic High School und gehört seit den frühen 2000er Jahren zur Weltspitze seines Sportes. Bei den Weltmeisterschaften 2003 in New York City gewann er Silber im Einzelwettbewerb und Gold mit der Mannschaft. Bei den Olympischen Sommerspielen 2004 in Athen gewann Im Dong-hyun Gold mit der Mannschaft und wurde Sechster im Einzelwettbewerb. Mit insgesamt 687 erzielten Ringen stellte er in einem der Vorkämpfe einen Weltrekord auf. Noch besser lief es bei den Asienmeisterschaften 2006 in Doha, als er Gold im Einzel und mit der Mannschaft gewann. Genauso erfolgreich verliefen für den Südkoreaner die Weltmeisterschaften 2007 in Leipzig. Sowohl im Einzelwettbewerb als auch mit der Mannschaft konnte er Gold gewinnen. Einen weiteren großen Erfolg erreichte er bei den Olympischen Sommerspielen 2008 in Peking mit dem erneuten Gewinn der Goldmedaille im Mannschaftswettbewerb. Bei den Olympischen Sommerspielen 2012 in London stellte er in der Ranking Round erneut einen neuen Weltrekord mit 699 Ringen auf. In der anschließenden Endrunde scheiterte er jedoch im Achtelfinale am Niederländer Rick van der Ven. Mit der Mannschaft konnte er zuvor die Bronzemedaille erzielen.
Zu den Erfolgen bei Großereignissen kommen mehrere Siege und vordere Platzierungen bei Weltcupveranstaltungen.
Hartnäckig hält sich die Legende, Im Dong-hyun sei nahezu blind – eine Behauptung, die der Brillenträger (der allerdings ohne Brille und Kontaktlinsen schießt) nie selbst aufgestellt, sondern im Gegenteil dementiert hat.